# Bloor Reef
Das Bloor Reef ist ein bei Ebbe trockenfallendes Riff vor der nordöstlichen Küste Südgeorgiens. Es liegt vor dem Binder Beach am Kopfende der Right Whale Bay.
Das UK Antarctic Place-Names Committee benannte das Riff 1977 nach Able Seaman Vincent Thomas Bloor (* 1933) von der Royal Navy, der im April 1961 an der Vermessung der Right Whale Bay beteiligt war.